# Nordcon
Nordcon (Konwent Polskich Klubów Fantastyki Nordcon) – ogólnopolski zlot miłośników fantastyki odbywający się co roku, w grudniu w Jastrzębiej Górze organizowany przez Gdański Klub Fantastyki. Jest traktowany w fandomie jako impreza towarzyska, chociaż zawiera wszystkie elementy typowego konwentu: panele dyskusyjne, konkursy, pokazy filmowe itd. Co roku organizatorzy nadają imprezie inny motyw przewodni, najczęściej starając się przenieść uczestników w realia świata wykreowanego przez najbardziej znane utwory fantastyczne.

## Historia
Pierwszy Nordcon został zorganizowany w dniach 6-8 grudnia 1986 roku przez KF „Collaps” i Stoczniowy Klub Fantastyki „SF-2001” pod nazwą I Konwent Klubów Fantastyki Polski Północnej „Nordcon”. Od 1987 roku organizacją imprezy zajmuje się już Gdański Klub Fantastyki. Nazwa Konwent Polskich Klubów Fantastyki po raz pierwszy pojawiła się w 1990 r. i obowiązuje do dziś.
Lista dotychczasowych Nordconów i ich tematów przewodnich:
1. Nordcon 1986
2. Nordcon 1987
3. Nordcon 1988
4. Nordcon 1990 „Gułag”
5. Nordcon 1991 „Obóz Kondycyjno-Przygotowawczy Służb Specjalnych i Kosmicznej Grupy Bezpieczeństwa” czyli OKP SS i KGB
6. Nordcon 1992 „Gdański Dom Wariatów”
7. Nordcon 1993 „Wielki Alting Wszystkich Sił Magicznych zorganizowany przez Święty Zakon Rycerzy Jajowatego Stołu Na Kaczych Łapach”
8. Nordcon 1994 „Baza rebeliancka” (Star Wars)
9. Nordcon 1995, połączony z Polconem (czyli PiN)„1 Konferencja Nauk Alternatywnych i Magicznych zorganizowana przez Uniwersytet Bałtycki”
10. Nordcon 1996 „Saturnalia inaczej” czyli świat starożytny
11. Nordcon 1997 „Świat Dzikiego Zachodu”
12. Nordcon 1998 „Imperium Kontratakuje!” (Star Wars)
13. Nordcon 1999 „Armaggedon: Próba generalna”
14. Nordcon 2000 „Konferencja Korporacji Nordcon Technologies Ltd.”
15. Nordcon 2001 „Zakład Karny Jastrzębia Góra – Turnus Resocjalizacyjny”
16. Nordcon 2002 „Druga Narada u Elronda”
17. Nordcon 2003 „Lata dwudzieste, lata trzydzieste”
18. Nordcon 2004 „Diuna – alternatywa”
19. Nordcon 2005 „Iron Virgin Days” czyli Dni Otwarte w Delegaturze FBI (Federalne Biuro Inkwizycyjne)
20. Nordcon 2006 „Nordcon z tysiąca i jednej nocy”
21. Nordcon 2007 „Czwarta Apokalipsa”
22. Nordcon 2008 „Turnus rehabilitacyjny w Sanatorium Dla Udręczonych Potworów”
23. Nordcon 2009 „Tajemnice Wieku Pary”
24. Nordcon 2010 „Casting superbohaterów”
25. Nordcon 2011 „Jubileusz 25-lecia habitatu Babilon 25”
26. Nordcon 2012 „Ziszczenie Legendy Bałtyku!! Oficjalne Otwarcie Portu Drake do działalności komercyjnej”
27. Nordcon 2013 „Wszechświatowy Przegląd Okresowy"
28. Nordcon 2014 "Fantastyczna Rzeczypospolita Obojga Narodów od Morza do Morza"
29. Nordcon 2015 "Epizod XXIX. Konflikt o Jas-Gorę"
30. Nordcon 2016 "Międzyagencyjny Zjazd Agend Rządowych ds. Kryptyd, Kosmitów i Zjawisk Paranormalnych"
31. Nordcon 2017 "Igrzyska Przebłagalne na Cześć Papiera Gromowładnego"
32. Nordcon 2018 "Ragnarok! Wikingowie i Barbarzyńcy"
33. Nordcon 2019 "Fuzja Nordcon Technologies i Tyrell Corporation = #DobraZmiana"
34. Nordcon 2021 "Sssamuraje kontra Kaiju"
35. Nordcon 2022 "Międzywymiarowe targi „Samo Zło”"
36. Nordcon 2023 "Tradycyjne Fantasy z lekkim mrugnięciem do RPG"
37. Nordcon 2024 "Dziwny Dziki Zachód"
38. Nordcon 2025 "Kosmiczny Rejs SSJ Nordcon"